# 大山泰彦
大山 泰彦（おおやま やすひこ、1942年7月2日 - ）は、日本の空手家。国際大山空手道連盟の創士・最高師範。段位は九段。東京都文京区小石川生まれ、修徳高校卒業　明治大学法学部卒業。
極真会館出身で、山崎照朝と並び天才と称された。

## 来歴
中学でサッカーをやっていた泰彦は、ケンカも頻繁にやる問題児でもあった。それをみかねた兄大山茂が既に空手道を修行していた事から、泰彦の鼻っ柱をへし折る目的で大山道場へ連れて行った。「いつもやっているケンカのようにやればいいんだよ」と言われた泰彦は、いきなり組手をやらされる事になる。「中足蹴りがわからないのでサッカーの蹴りをしたが、結果的にはそれが背足蹴りだった」と泰彦は述懐しているが、同い年の春山一郎や茂に組手で、散々に痛めつけられた。
その悔しさから泰彦は大山道場に入門する決心をした。大山倍達以下、師範代である石橋雅史・安田英治・黒崎健時らの指導を受け、春山一郎をライバルと意識して稽古に励む。二年目には茂と、三年目には春山と、互角に組手するようになり、特に茂との組手はまるで親の敵討ちのように激しくやりあうようになり、見かねた大山が兄弟の組手を禁止にした。
1963年春に大山道場は、野口修からムエタイとの対抗戦を持ちかけられる。大山倍達は黒崎を監督、メンバーに当時「極真四天王」と云われた、岡田博文・泰彦・中村忠・藤平昭雄を選出した。黒崎ら5名は、8月から鬼怒川で1か月間合宿を行い、10月のタイ遠征に備えた。しかし12月に延期され、更に翌1964年1月に再延期された。弁護士を目指していた泰彦は、司法試験との兼ね合いからこの遠征を辞退する。同年、大山道場は国際空手道連盟 極真会館へ刷新するが、泰彦は「司法試験に合格するには、空手と二股をかけていたのでは到底無理」と考え、一時空手の修行を断念し、極真会館を離れた。その後、受験勉強の傍ら、たまに会館に訪れたり、1969年から開催されたオープントーナメント全日本空手道選手権大会の手伝いをする程度の関りであった。
そんな泰彦が1971年4月、本部道場師範代に任命され、正式に極真会館へ復帰した。その理由を「（司法試験に対して）自分の限界もみえた。そんな時に大山（倍達）館長からお誘いを受けた」と語っている。同年6月15日に四段允許。秋に開催された第3回全日本選手権では、開催直前まで裏方スタッフとして働いていたところ大山より出場するように命じられ、当時としては異例の29歳で急遽初出場し、稽古らしい稽古をしていない状態で挑んだにもかかわらず、準優勝した。
1972年百人組手に挑戦。同年、インストラクターとして渡米し、アラバマ州バーミングハムで指導を始める。その後、アメリカ各地、ヨーロッパでも極真空手の普及に勤しむ。現地で育成した主な門下生に、チャック・チズムや竹森毅らがいる。第1回オープントーナメント全世界空手道選手権大会前には「日本選手が優勝しなくてはいけない」という大山の意向で送り込まれた郷田勇三・添野義二・佐藤勝昭・岸信行・二宮城光・佐藤俊和らを指導した。
毎年秋に開催されている全日本選手権と全世界選手権ではテレビ中継の解説を担い、そこで様々な論理を展開し、好評を博していた。これら大会では自らトンファーを持ち、真剣を持った相手との演武も行った。ドキュメンタリー映画「地上最強のカラテ2」（三協映画）では、このトンファーの他にヌンチャクでの演武も披露している。また、劇画『空手バカ一代』でも重要人物の一人として登場した。
1984年極真会館から離脱。兄の茂や三浦美幸と共に国際大山空手道連盟を設立し、最高師範に就任。

## 人物
極真カラテの様々な理論の系譜をさかのぼる上で、欠かせない人物と評されている。二段蹴りをはじめ、いろいろな技に積極的に挑んだ。試合中に相手の死角をついて、できるだけ低い体勢から蹴りを低く繰り出し、畳スレスレになるぐらいに足刀を出し膝を蹴りにいく、というような戦法も試みたようだ。この研究熱心さと泰彦の人間性に心酔者も数多い。
山崎照朝
| 「 | 蹴りで相手が倒れていく際、頭を打たないように手で支える優しさが泰彦師範にはあった。それぐらい蹴りにも引きがあったし、余裕を持って組手をやっていた。 | 」 |

鈴木浩平
| 「 | 仕事柄、鮭1匹や秋刀魚一箱などを本部道場の寮へ差し入れしていた。ある日、泰彦先輩が「鈴木、いつもありがとう」と言って、当時の内弟子はお金をあまり持ってなく大変だっただろうにもかかわらず、池袋の養老乃瀧で奢ってくれた。その頃、私はガムシャラに前へ出る組手をしていたが、泰彦先輩に「おまえは小さいから前へ出るだけでは駄目だ」と忠告され、左突き（左ストレート）を工夫し、ものにするきっかけになった。泰彦先輩は「二段蹴り」の創始者であったが、渡米された後、大山倍達総裁の目に留まった私が受け継ぐ事になった。 | 」 |

佐藤勝昭
| 「 | 私は第2回オープントーナメント全日本空手道選手権大会でKO負けをして意識を失い、担架で医務室に運ばれた。意識がない私に、ケイレンしている足をマッサージしたり、汗でぬれている道着を取り替えたりしてくれたのが大山泰彦先輩であった。私にとっては雲の上の人のような泰彦先輩の看護に、私は感激した。 | 」 |

真樹日佐夫
| 「 | 弁護士志望であった泰彦はなかなか頭脳明晰で文章などもうまく、マス大山カラテスクールの通信教育指導書は、泰彦の尽力で完成する事ができた | 」 |

## 組手スタイル
技の習得が早く、フットワークを生かした素早い動きで相手を翻弄し、技の切れで倒すスタイルだった。泰彦の上段への中足蹴りは、黒崎健時から「禁じ手」と言い渡されていたほど強力だった。
大山倍達
| 「 | 山崎照朝と並ぶ天才。泰彦の絶好調の頃の蹴りは文字通り風車だったよ。とにかく迅かった。泰彦はサッカーの経験もあるから、それが生かされたのではないか。ヌンチャクやトンファーなども、容易に習得してしまう上手さを持っていた。 | 」 |

石橋雅史
| 「 | 弟の泰彦くんはすばしっこいんだよ。そういうものが身につけばもっと伸びると思っていたら、その通りになったからね。 | 」 |

安田英治
| 「 | 大山茂と泰彦の兄弟も僕がよく教えたんですけども、泰彦はまだ小さかったけれど覚えが早くてね。『何か一つこうしろ』と言うと、僕が次に道場へ来る時にはもう覚えているわけです。 | 」 |

黒崎健時
| 「 | 泰彦の方が春山よりいくらか上じゃなかったかな。大山道場時代では大沢昇と泰彦、この二人が一番だったろう。泰彦は速かったし、うまかった。強さというものは相対的なものだから一概に決めかねるが、その全盛期に於いて他の誰よりも技が切れた、ということで言えば文句なしに泰彦だな。 | 」 |

郷田勇三
| 「 | 当時は黒帯と茶帯の差が大きかったんだけれども、春山先輩と泰彦師範は黒帯が真剣になって相手をする茶帯で、中には組手を避ける黒帯が何人もいた。泰彦師範と春山先輩の対決は、フットワークを駆使した出入りの素早いスタイルである泰彦師範と、春山先輩のパワーで押すスタイルの、技と力の対決となって見応えがあった。お互い負けず嫌いでムキになるから、いいライバルだったんじゃないかな。泰彦師範は大山道場時代からフットワークを使って、いろんな技を使っていた。師範が第3回オープントーナメント全日本空手道選手権大会に出場した時は、一度カラテから離れて戻ってきた直後だったんですよ。だから、殆ど稽古していなかった。それでも準優勝してしまったんだから。やはり素質とその前の貯金があったからだろうね。 | 」 |

加藤重夫
| 「 | 泰彦先輩のスピードには驚きましたよ。左右どちらも同じように動ける上にスピードがあったからね。どうしてこんな風に動けるんだろう？って不思議だったね。 | 」 |

盧山初雄
| 「 | 泰彦先輩の組手は他の人たちと違い、相手の後ろに回り込み引っ掛けて倒したりするのです。体の柔らかさと天才的な閃きがあった先輩ですね。技を真似して会得しようとしたこともありました。華麗といえば華麗な組手なのですが、その中に天才性を秘めていました。人間には泰彦先輩のように、持って生まれた天分というものがある人もいることを知りました。 | 」 |

山崎照朝
| 「 | 私が入門前に道場見学をした時、いろいろな人たちの組手をみた。その中でも大山泰彦先輩の動きに釘付けになった。先輩はとてつもなく速い動きで、柔道出身らしい相手のパワフルな攻撃を捌いていたが、攻撃に転じた瞬間、突き出した腕を取られ一本背負いで投げられた。私が「やられた！」と思った刹那、先輩は投げられた勢いを利用して投げ返し、上に乗るや否や下段突きを決めた。泰彦先輩の見事なケンカ強さだった。 | 」 |

岸信行
| 「 | 大柄な相手と戦う時に真っ直ぐ中へ入るとみせかけて、背後に回りこみ片手を首に回し、もう片方の手は髪をつかんで、床に引き倒した。ヒントになったのは「天才空手家」と呼ばれていた大山泰彦先輩の左右にパッパッと飛ぶ動きだったんだよ。泰彦先輩の動きは風車に例えられるぐらい機敏だったからね。俺は泰彦先輩のそのサイドへの動きを見ていて「あぁこの動きいいなあ」と思い、そこからこの技を作り上げていった。 | 」 |

佐藤勝昭
| 「 | 先輩たちから聞いた話だが、ある時FBIの高官が来日し、彼らの前で中村忠先輩と大山泰彦先輩が模範組手を行った。両者互いにじっとして動かず、隙をうかがう。そして、接近した次の瞬間にはもう離れていた。そのとき、中村先輩の口から、歯が2,3本、ポロリと落ちたという。FBIの高官は、あまりのそのパンチの速さと威力に、そして真剣勝負の迫力に驚愕したということだった。 泰彦先輩は第3回全日本選手権にも出場した。かつての伝説的な「触れなば切れん」といった強さは最早なかったが、実に巧いのである。フットワークを使った速い動きで後ろ蹴り・パンチを繰り出し、相手を追い込む。それ以上に素晴らしいのは完璧な受けである。試合ぶりは老獪で、いつの間にか自分のペースにもちこんで、相手の技を殺す。相手は自分の技を出す暇もなく、気が付くと試合が終わっている、といったあんばいだった。この時期の泰彦先輩は相手を徹底的に叩きのめす破壊力こそなかったが、相手の実力を封じて試合を進める円熟さを示した。 | 」 |

磯部清次
| 「 | 大山泰彦先輩こそ「真の天才」だっただろう。大山総裁自ら泰彦先輩の組手は天才的だと絶賛していた程である。もちろん私にとって、泰彦先輩は雲の上の存在だったという事は言うまでもない。私が本部道場に入門した当時、泰彦先輩は休会中だった。弁護士になるため、勉強中だったのだ。そのため、5～6年は空手から離れていたはずである。ところが、私が茶帯になった頃、泰彦先輩が本部道場に戻ってきた。 先輩の事を噂に聞いていた私は、「この人が泰彦先輩か」と有名人を見るような目付きで眺めていたものである。泰彦先輩の組手を何度も目にしたが、技の切れ味・スピード・身のこなしは当時の本部道場でも随一だったと記憶している。対戦相手を華麗な技で翻弄する姿は、まさに天才の名に相応しいものだった。私は泰彦の先輩の組手を見て『5～6年のブランクがあるにもかかわらずこれほど凄いのだから、数年前はどれだけ強かったのだろう』と心底感心していた。 | 」 |

大石代悟
| 「 | 大山泰彦先輩と山崎照朝先輩。この二人が極真カラテが輩出した代表的な天才ですね。泰彦先輩の空手に対する理論と、全体の動きそのものが天性のもので、他人が真似できるような次元ではありませんでした。 私と泰彦先輩の出会いは、1970年1月末に山崎先輩が指導するクラスに出席した時でした。稽古終了後に白帯締めた人が道場に入ってきたんです。そうしたら山崎先輩が入ってきた白帯に対して、姿勢を正して『押忍』と頭を下げたんです。山崎先輩はムダな事は一切しゃべらず、めったに笑ったりもしない人でした。私の憧れで、本当にストイックで一徹な先輩で、凛として、人を近づけないような、そしてまず人に頭を下げないような人でした。その山崎先輩が入ってきた白帯に対して、頭を下げたんです。私も負けん気だけは強かったですし、黄帯を締めていましたからビックリして「何だ、この白帯は？」と思いました。 するとその白帯から「君、ちょっと組手の相手をしてくれないか」と手招きされたんです。「相手をしていいのかどうか」と思っていたら、滅多に笑わない山崎先輩が笑いながら、「OK」の合図をされたのです。それで組手をしたのですが、あっという間に転がされました。もう1回向かい合ったら、またやられました。黄帯を締めていた私は「どんな偉い人かわからないけど、やっぱり白帯に負けちゃいけない」と思い、また向かっていたら、3度目はより一層鮮やかに転がされました。そこで山崎先輩が「先輩、もういいでしょう」と言ったんです。その白帯が泰彦先輩でした。 あとになって、背後に回り込まれていたのがわかったのですが、あまりに速過ぎてその時はわからなかったんです。泰彦先輩の次元の違う強さを嫌というほど、思い知らされました。泰彦先輩が「道着を着たのは何年ぶり」など山崎先輩といろいろ話し合ってましたが、私は幸運にも、二人の天才を目の前でみる事ができました。そして『私にできる事は努力あるのみ』と思い知りました。 | 」 |

## 史上最激の百人組手
1972年9月、泰彦は百人組手に挑んだ。対戦者は添野義二・鈴木浩平・三浦美幸・佐藤勝昭・岸信行・磯部清次・大石代悟・ハワード・コリンズ・東谷巧らの他に一般道場生が相手となった。介添役には山崎照朝。審判は山下勇が勤め、立会い人に大山倍達、梶原一騎らがいた。
大山倍達は対戦者に「手抜きは絶対に許さない。徹底的にやりなさい。もし泰彦四段を一本で倒したら、昇段を認める。心してかかりなさい」と通達した。後の百人組手では
- 握り棒[注釈 7]を相手が落とす
- 相手を崩し、決めた時点で終了

などで技ありを認められたが、大山の意向により、完璧な一本で倒さない限り、きっちり2分で行われた。極真機関誌の写真を多く手がけ、この撮影にも参加していた土戸カメラマンは「みんなガチンコじゃないか。こんなので持つわけがない。大山館長は何を考えているのか？と思い大山館長を見たら、苦渋の表情をしていた」と述懐している。
結果は61人目で中止となり、完遂できなかった。しかし、その場にいた真樹日佐夫は「こと技の巧みさという点では、のちの達成者『三浦美幸やハワード・コリンズ』に比べて数等すぐれていた」と証言し、三浦は「ぼくの百人組手は、“達成させてやろう”という雰囲気が周囲にあったけれど、泰彦師範の場合は“絶対に阻止する”という百人組手だった。あれは本当に凄かった」と語るほど、試合さながらの激しい組手を交わし、“史上最激の百人組手”として語り継がれている。

## 逸話
大山倍達と同姓であるが血縁はなく、大山は泰彦の父親の書生をしていた時期があった。泰彦の実家には曺寧柱も出入りしている。泰彦は3人兄弟の三男で、元々は博という長男が大山の弟子であった。その後、博は力道山の弟子になりプロレスを経験し、ハワイ州に在住している。
泰彦は大山倍達と直接、組手をした弟子の一人である。大山が弟子と組手する際には、自分は攻撃せず受ける組手が多かったが、中村忠によると「僕は高一でまだ始めて間もない頃、大山館長は受けの組手で手加減してくれていました。だけど、もっと上手な先輩とやる時は正拳突きも使っていましたよ。安田先輩や茂さん、泰彦さんなんかと、大山館長が組手をする時は激しくやってましたね」と証言している。
松井章圭は第4回全世界空手道選手権大会前にアラバマへ出稽古に行き、泰彦の指導を受けた。

## 著書・参考文献
- 『パーフェクト空手』朝日出版社、1986年、ISBN 4-255-86019-X　※大山茂監修、三浦美幸共著
- 『OH!KARATE』福昌堂、1992年、ISBN 4-89224-216-0
- 『OH!OH!KARATE』福昌堂、1993年、ISBN 4-89224-302-7
- 『極真・K-1・US大山』ブックマン社、1998年、ISBN 4-89308-353-8
- 『空手教典 第一巻』朝日出版社、2000年、ISBN 4-255-00050-6　※大山茂、三浦美幸監修
- 『空手教典 第二巻』朝日出版社、2000年、ISBN 4-255-00051-4　※大山茂、三浦美幸監修
- 『空手教典 第三巻』朝日出版社、2002年、ISBN 4-255-00097-2　※大山茂監修
- 『空手教典 第四巻』朝日出版社、2002年、ISBN 4-255-00134-0　※大山茂監修